# Várhely (Sopron)

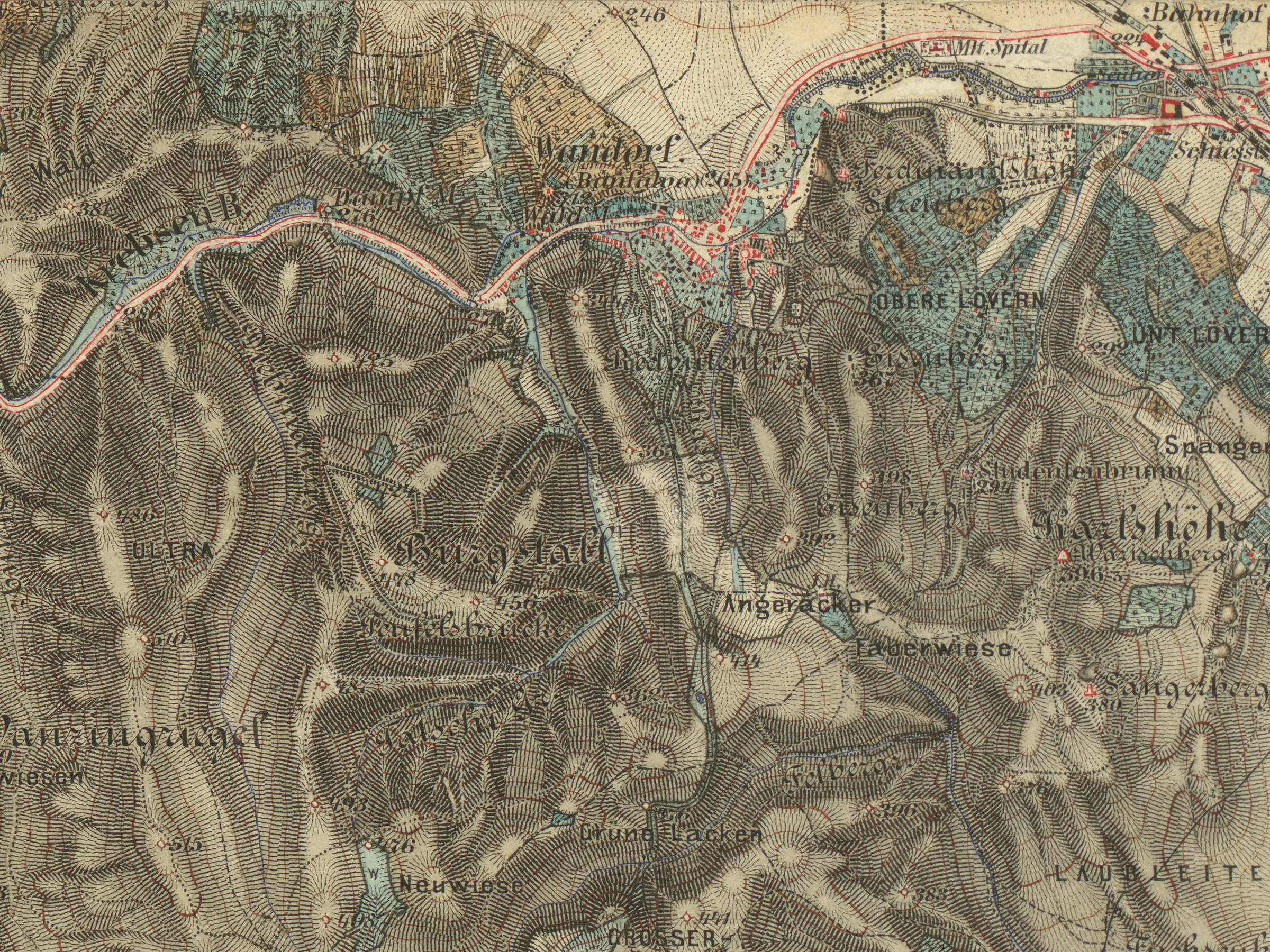
A Várhely és környékének térképe (1880)

A Várhely (németül Burgstall vagy esetenként Purgstall) a Soproni-hegység egyik csúcsa, tengerszint feletti magassága 482 m. Nevét a csúcsot körülvevő, a kora vaskor idején épült földvárról kapta. A földvár melletti területen számos halomsír található.  A hegy legmagasabb pontján áll a fából épített Várhely-kilátó.

## Földrajza
A Várhely Sopron belvárosától mintegy 5 km-re délnyugatra fekszik. A hegytető és a rajta álló kilátó a város több pontjáról, illetve a Soproni-hegység több kilátójából is látható. Északról a Brennbergi-völgy, keletről a Tacsi-árok, délről az Ördög-árok, nyugatról a Tolvaj-árok határolja. Tengerszint feletti magassága 482 m.  Keleti oldalában fakad a Szent György-forrás, a hegyet határoló völgyekben pedig további három forrás található: a Természetbarát-forrás és a Hármas-forrás (Tacsi-árok), valamint a Béla-forrás (Brennbergi-vőlgy). Területét részben fenyő-, részben lombos erdő borítja.

## Történelme
A kora vaskorban, az i. e. 7. században a Várhelyen élők a hegytetőn lévő telepüket sánccal vették körbe. Azonban a hegyet már előbb is  használták, már a késő bronzkortól, csak erődítés nélkül.  A magaslatot körbevevő kettős, néhol hármas fősánc Hallstatt-korabeli, a délnyugati kettős elősánc és a fősánc által határolt területet kettéválasztó középső sánc kelta korabeli. A földből és fából épített vár egy 900 m hosszú és 350 m széles területet foglal el, a fősánc által határolt terület mintegy 21,5 ha (azaz 215 000 m2) nagyságú.
Az földvár belső területén a kelták jelentős átépítéseket végeztek a késő vaskorban, ennek nyomát őrzik a belső sáncok. Az előkerült kelta leletek alapján virágzó élet folyt az erődített településen. A főkapu közelében egy szögletes, földbe mélyített korai vaskori házat is feltárt a kutatás. Az erődítményhez déli irányból körülbelül 200 kisebb-nagyobb halomsír csatlakozik egy alacsonyabban fekvő domboldalon, a telephez vezető mai út két oldalán.
A Várhelyen található Hallstatt kori sáncvár a keleti Hallstatt kultúra egyik legfontosabb lelőhelye. Az itteni feltárásokat 1887-ben Bella Lajos, a soproni reáliskola (a mai Széchenyi István Gimnázium) tanára kezdte meg. 1932-ig több ásatás történt a földvárban és a mellette elterülő halomsírokból álló temető területén. Az ásatások 1971–1978 között Patek Erzsébet vezetésével folytatódtak. 2021-től a sáncon belüli megtelepedés vizsgálatára indult kutatási projekt dr. Mrenka Attila vezetésével, amelyhez a közösségi régészet  segítségével feltárások is kapcsolódnak.
A Várhelyen előkerült leletek (elsősorban az alakos urnák) nemzetközi szinten is jelentősek. A település i. e. 750–600 közötti időszakának rétegeiből rozs- és búzaszemek valamint a tenyésztett állatok: sertés, szarvasmarha, juh, kecske, ló és kutya csontjai kerültek elő. A vadászott állatok közül a gímszarvas, vaddisznó és őz csontjait találták meg. Az 1970-es években feltárt halomsírok egyikét a talált leletek másolatával berendezve megtekinthetővé tették.
Bella Lajos tiszteletére a soproni múzeumbarátok 1957-ben emlékművet állítottak az egykori ásatások helyszínén. Az emlékművet Szakál Ernő soproni szobrászművész tervezte, tetején az ásatások során előkerült urna öntöttvasból készült másolata áll. Az emlékművet 2001-ben a Széchenyi István Gimnázium felújította.

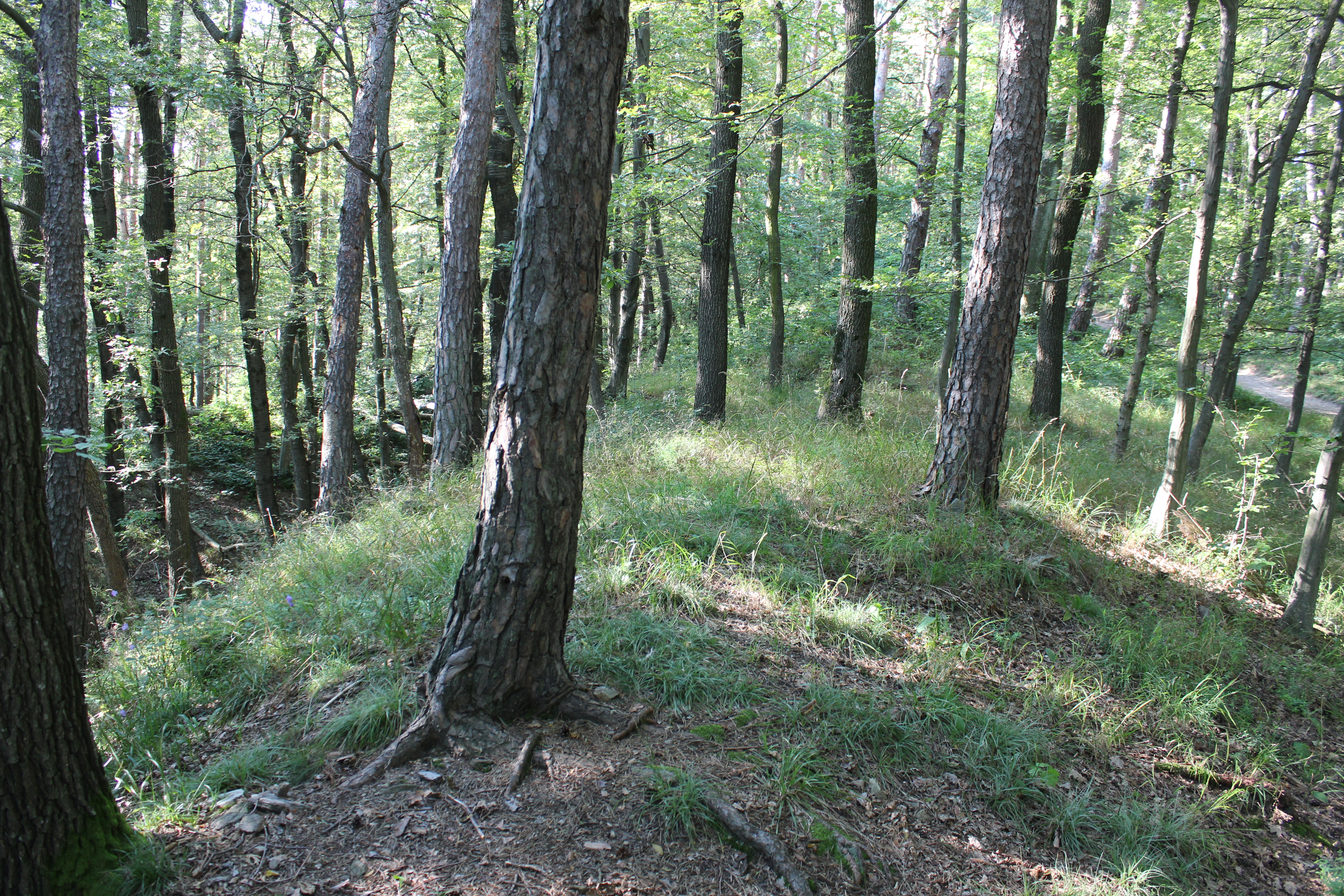
Földsánc a Várhelyen
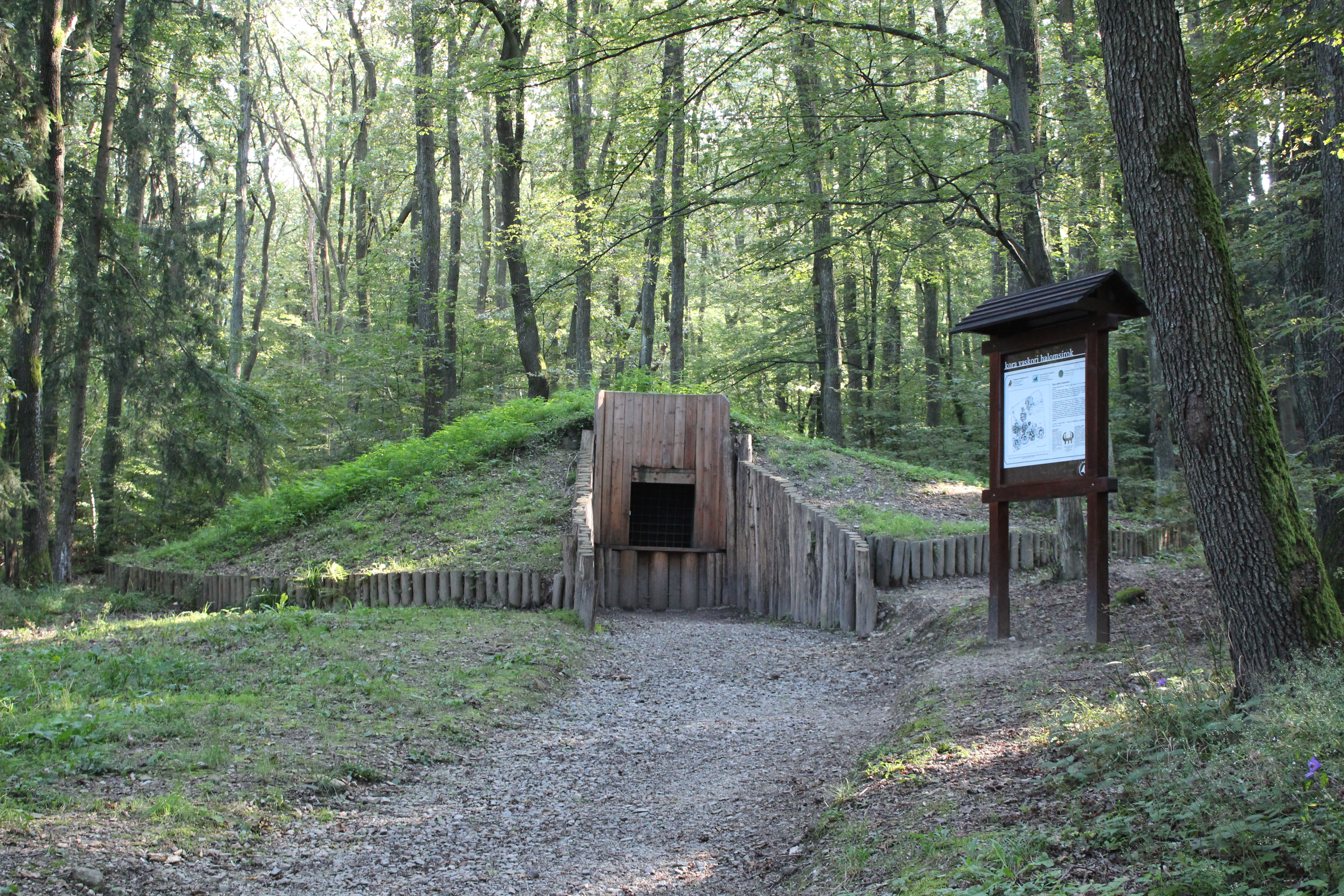
Megnyitott halomsír
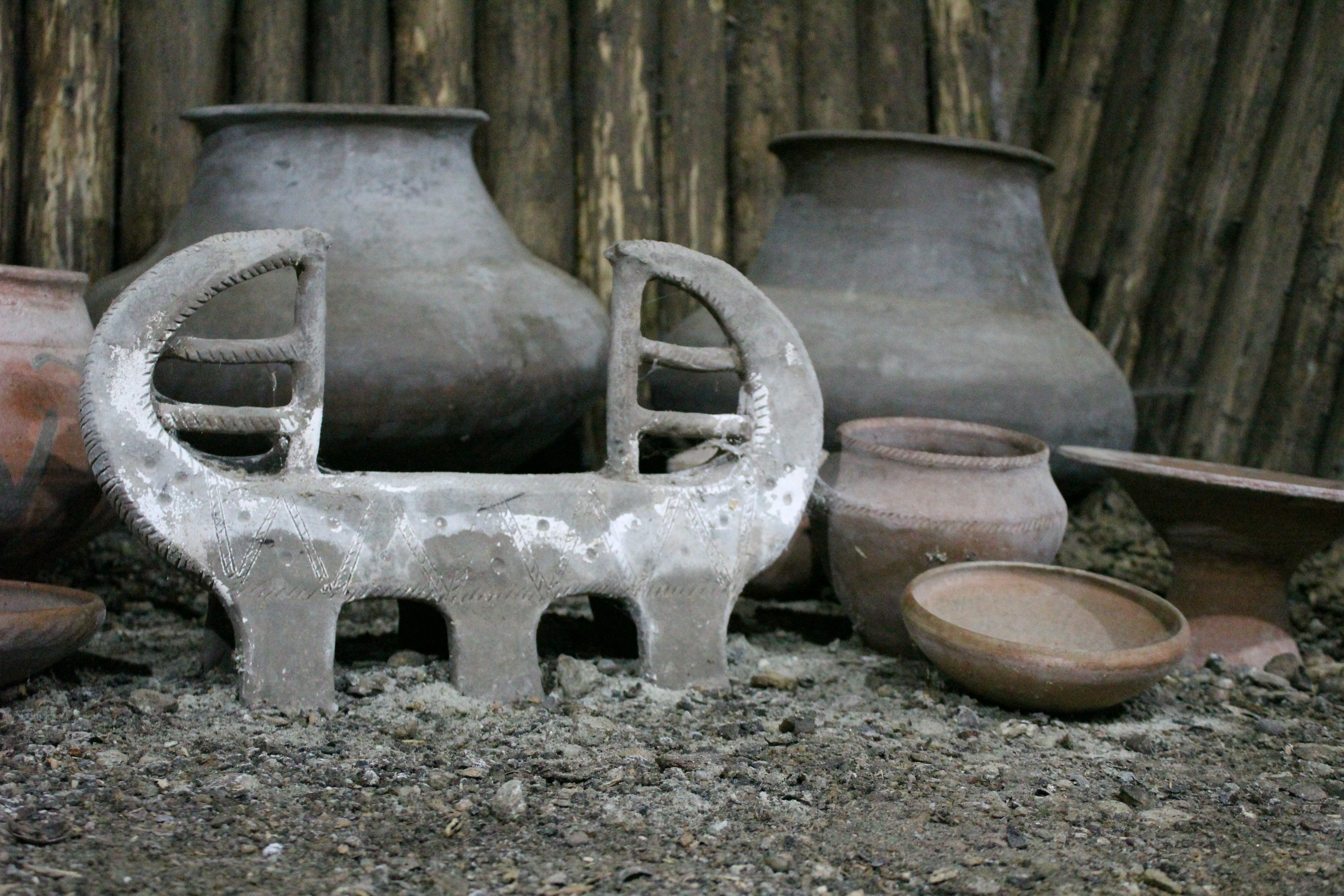
Leletmásolatok a sírban
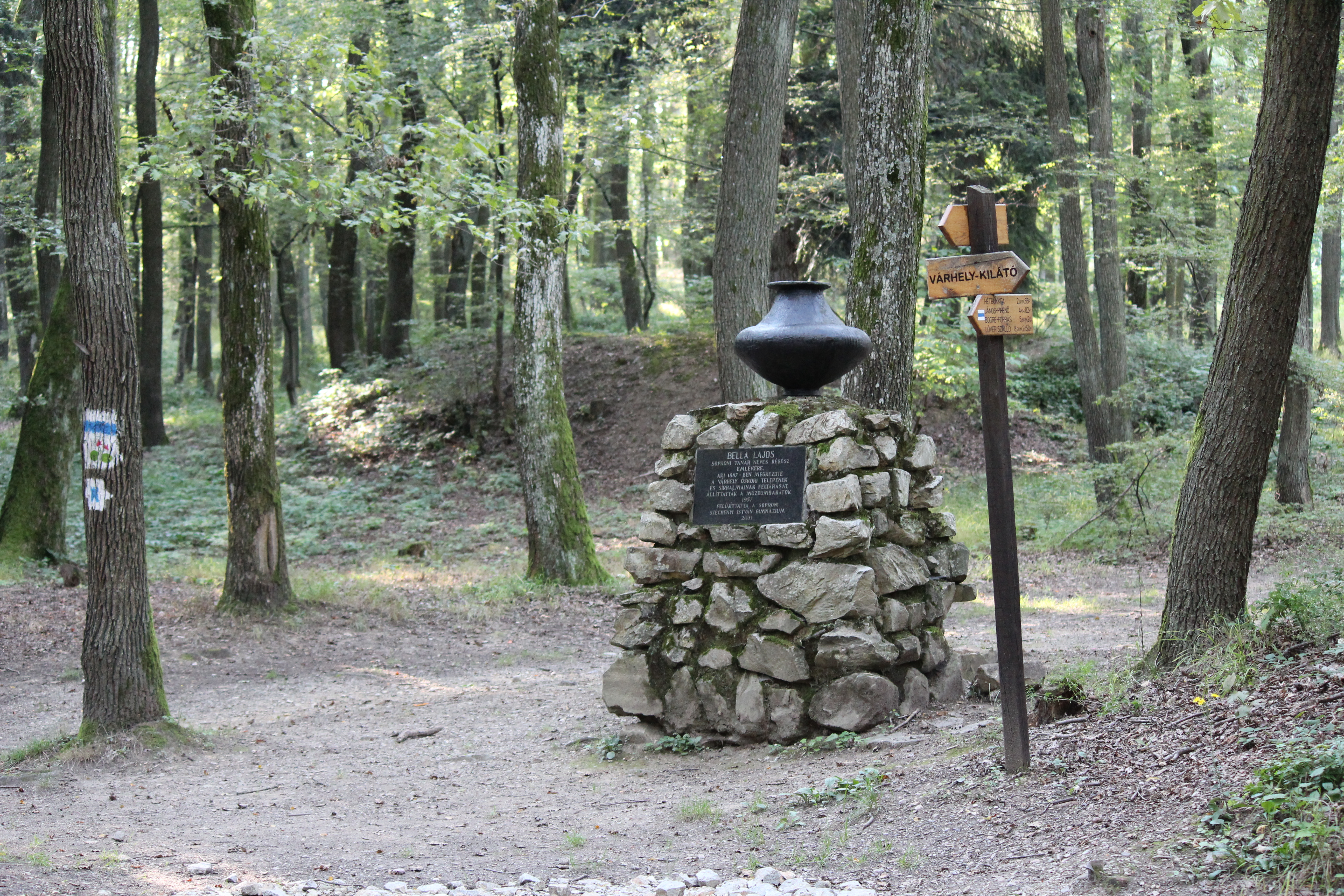
A Bella-emlékmű
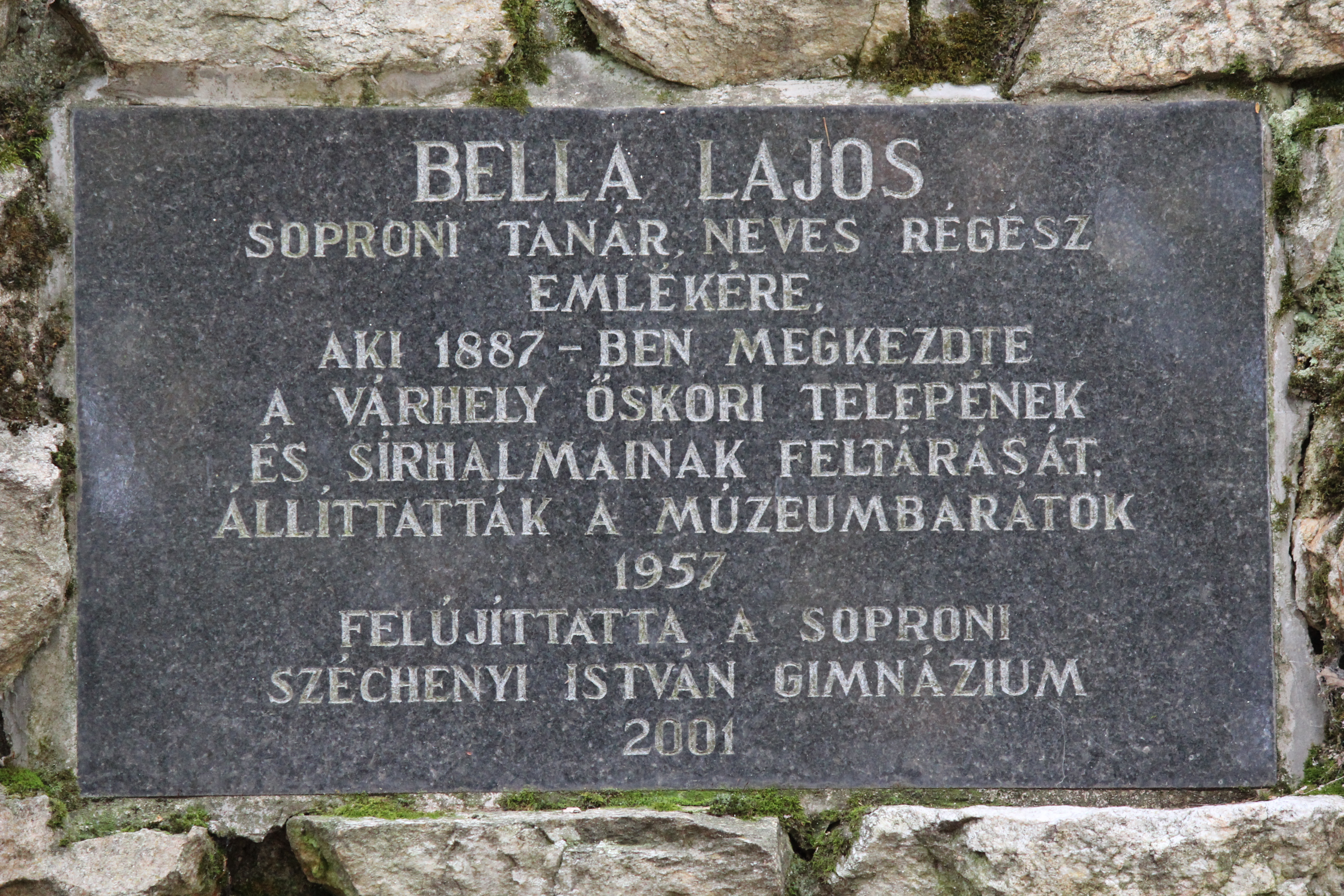
A Bella-emlékmű felirata
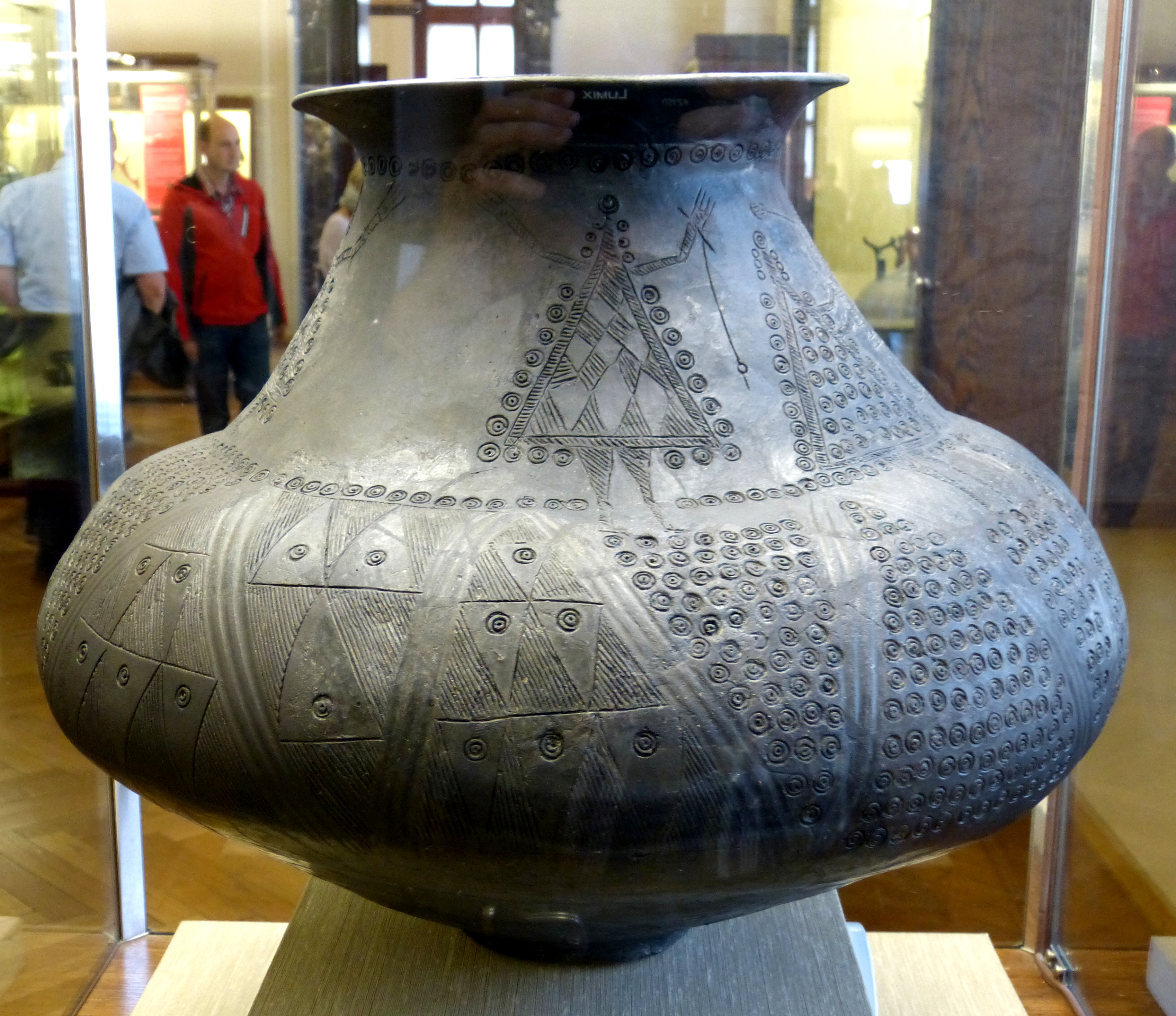
Várhelyi lelet Bécsben

## Turizmus
A hegytetőn álló Várhely-kilátó, illetve az ásatási helyszíneken kialakított archeológiai park miatt a Várhely kedvelt túracélpont. Gyalog több irányból is megközelíthető a jól kiépített, jelzett turistautakon. A Bella-emlékmű közelében esőbeálló és pihenőpadok is találhatók.  2005 óta minden évben a Várhelyen kerül megrendezésre a „Kelta ünnep”.
A Várhelyen álló első kilátó 1885-ben közadakozásból épült. Az időjárás miatt 1896-ban már javításra szorult, de csak 1909-ben építették újjá. A második kilátó sem volt hosszú életű, 1929-ben újat kellett építeni, ez 1979-ig állt. A jelenlegi kilátót Somfalvi György tervezte, és 1981-ben adták át. Sajnos 2007-re ez is életveszélyessé vált, le kellett zárni, de 2009-ben
a felújították, így újra használható.
A Várhely-kilátó adottságai kiválóak, s talán ebből nyílik a legszebb kilátás a Sopront övező erdőségekre és településekre, valamint a szomszédos ausztriai tájakra. Jó a kilátás Sopronra és a Soproni-hegységre, Kismartonra (Eisenstadt), a Fertőre és a közeli ausztriai hegyekre (Rozália-hegység, Schneeberg, Hohe Wand). Tiszta időben Pozsony és mögötte a Kis-Kárpátok vonulati is látszanak.

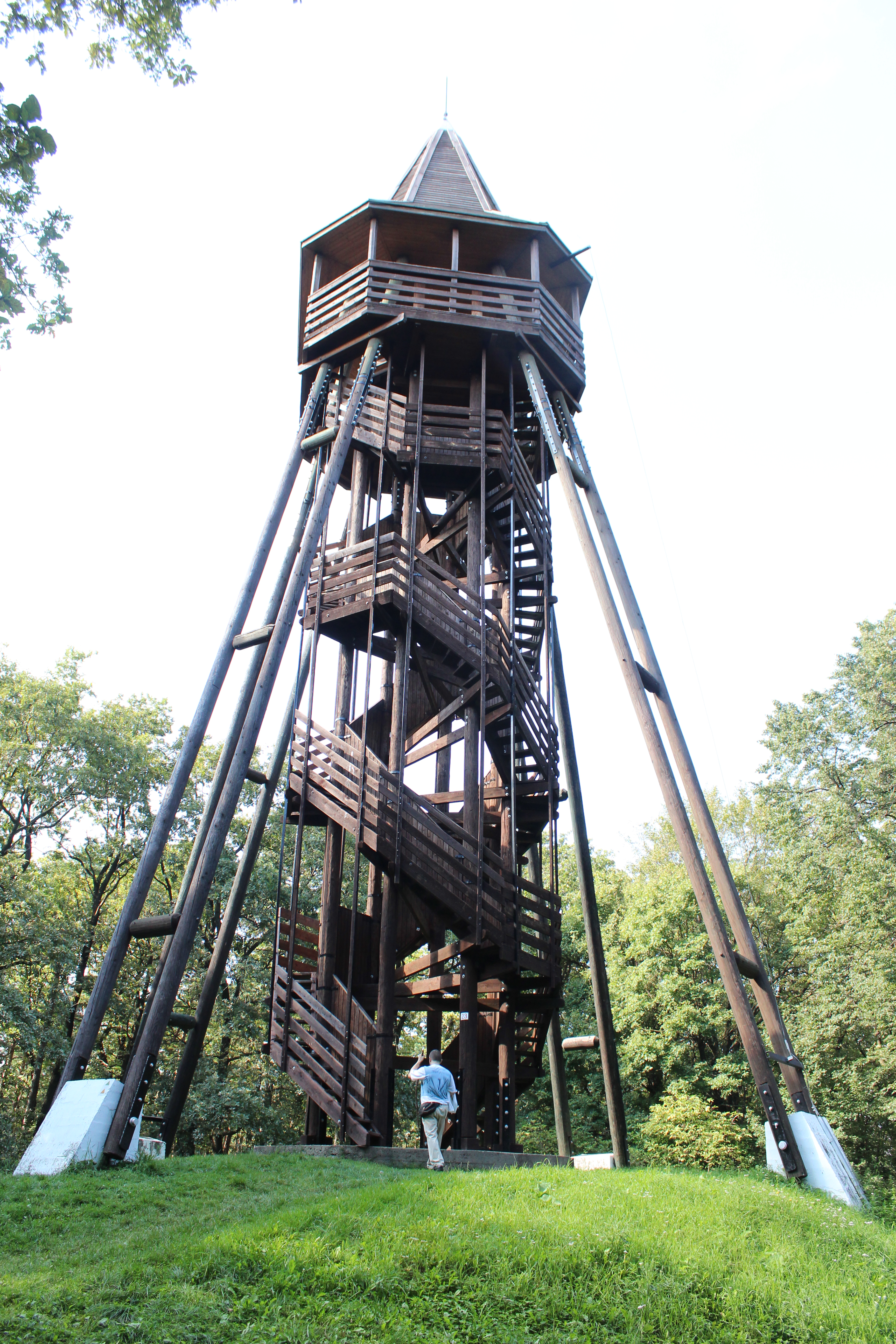
A kilátó
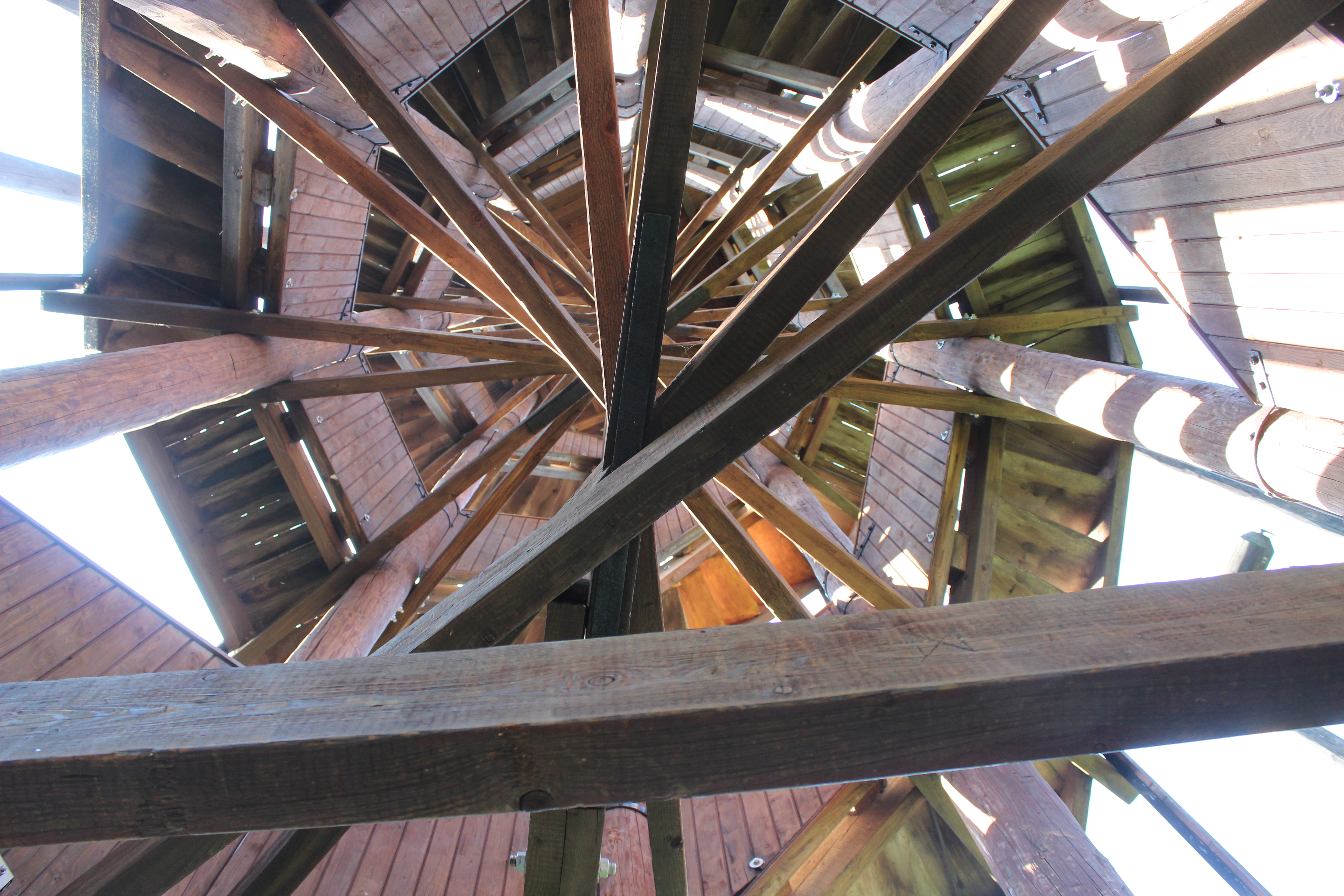
A Várhely-kilátó alulról
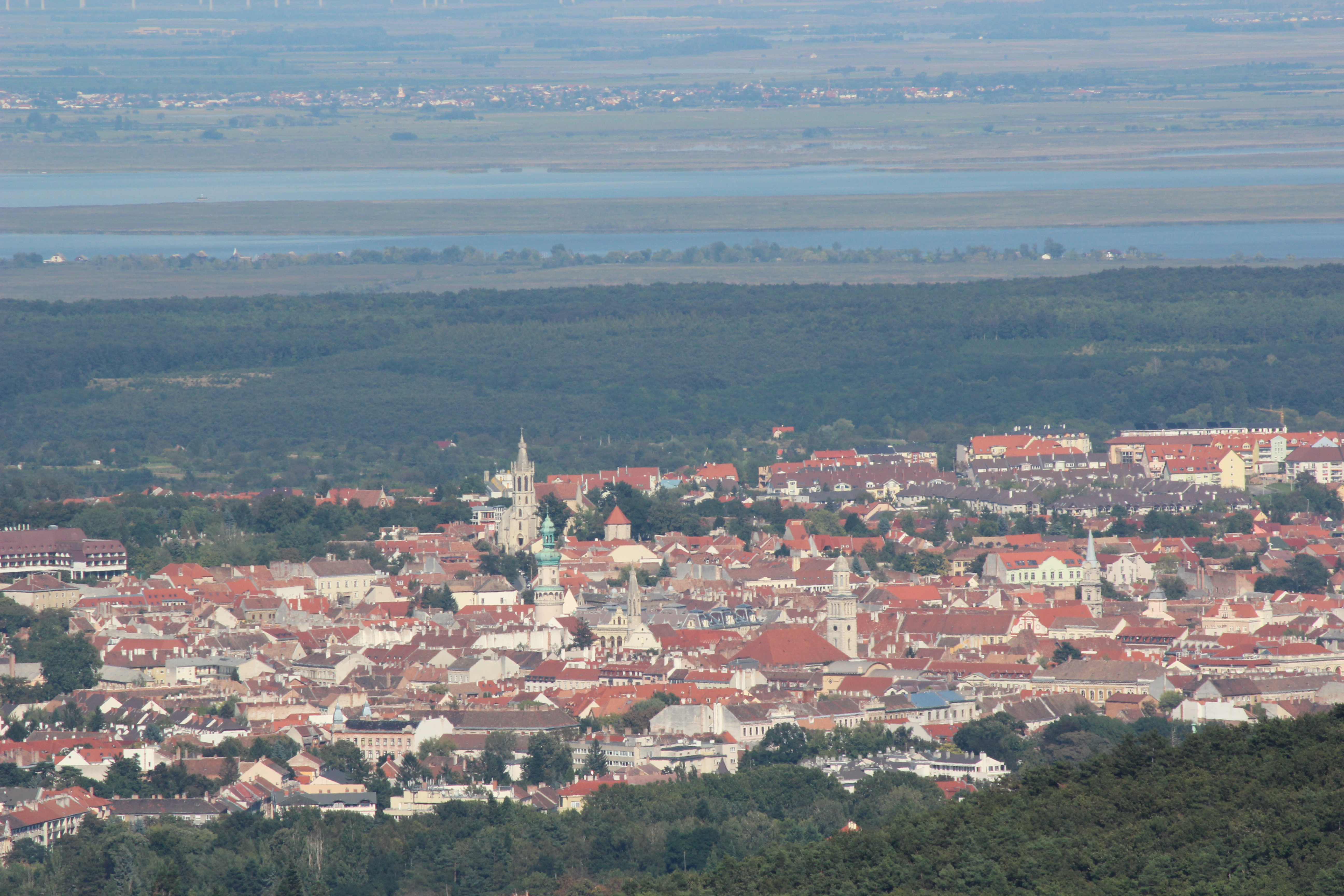
Kilátás Sopronra
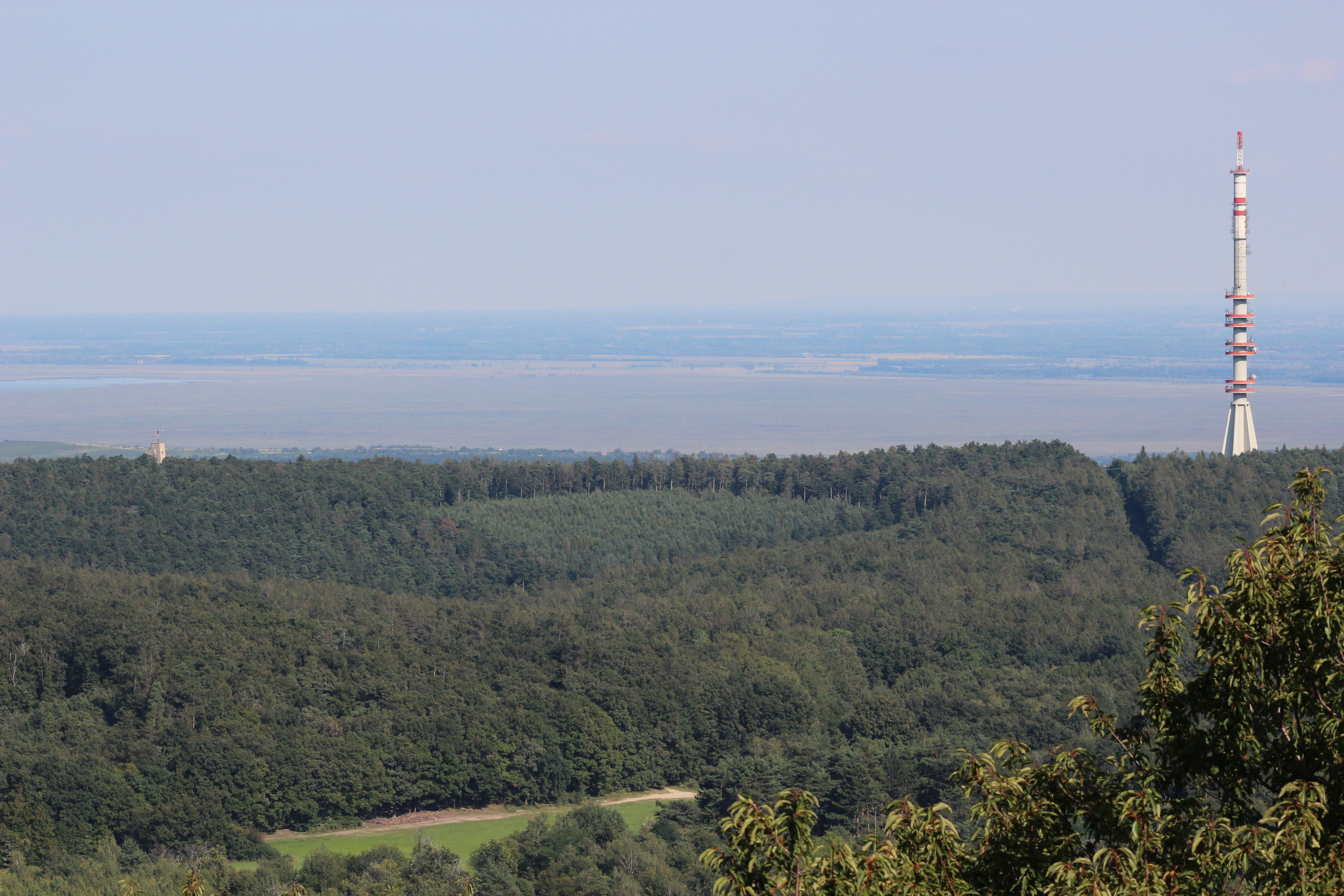
A Károly-kilátó és a tv-torony
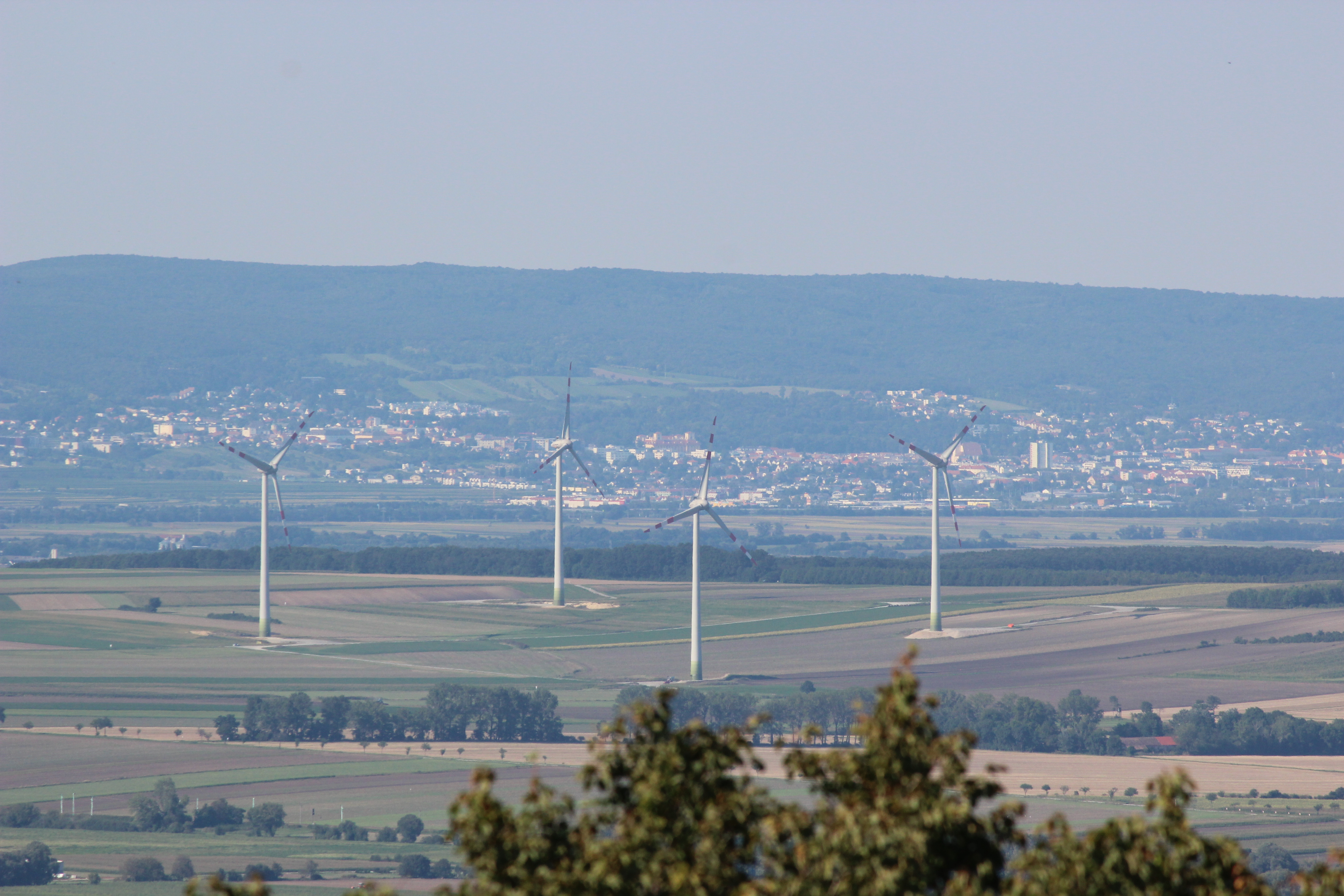
Kilátás Kismartonra
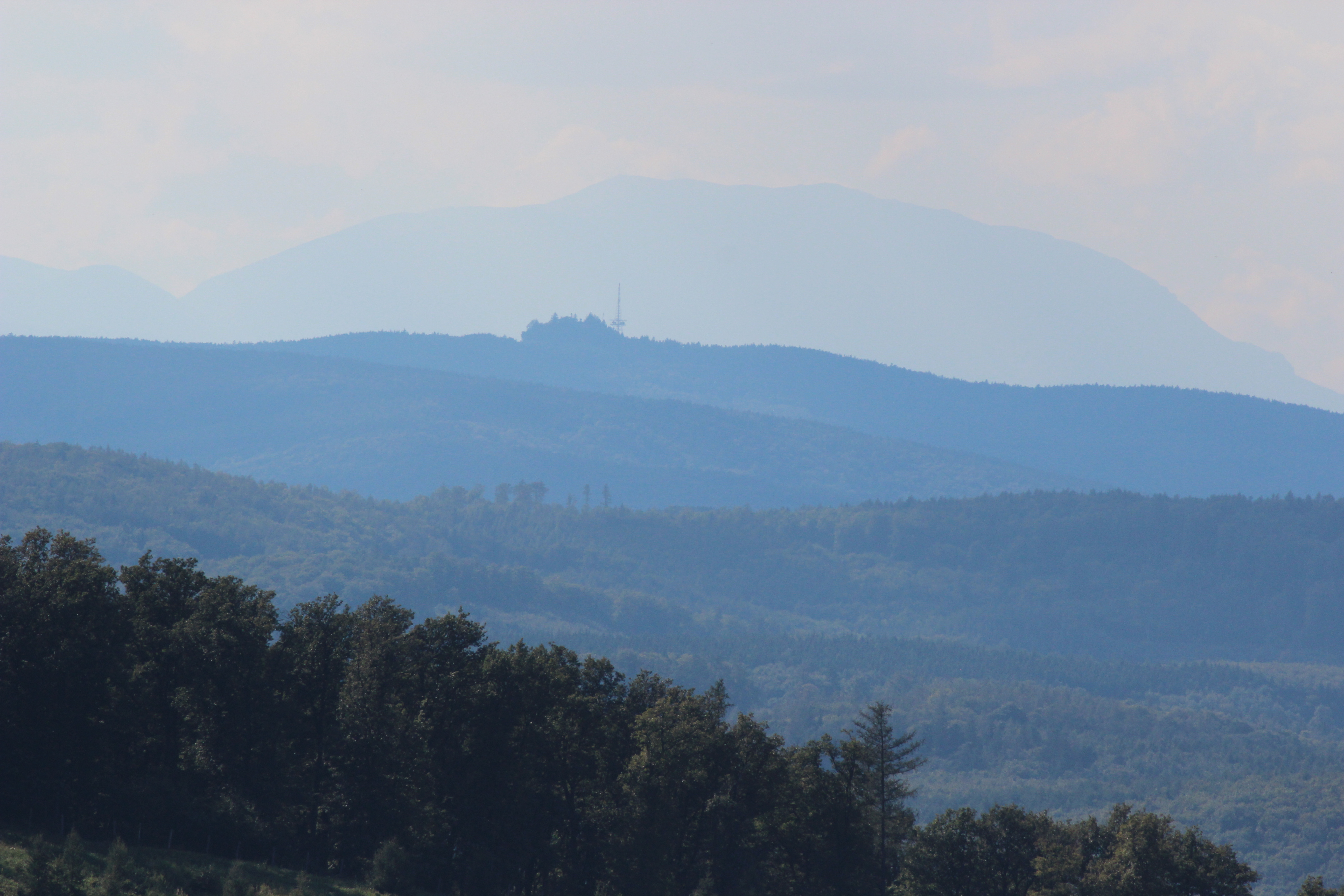
Kilátás a Schneebergre